# 格倫夫河
50°53′4.4″N 9°15′24″E / 50.884556°N 9.25667°E

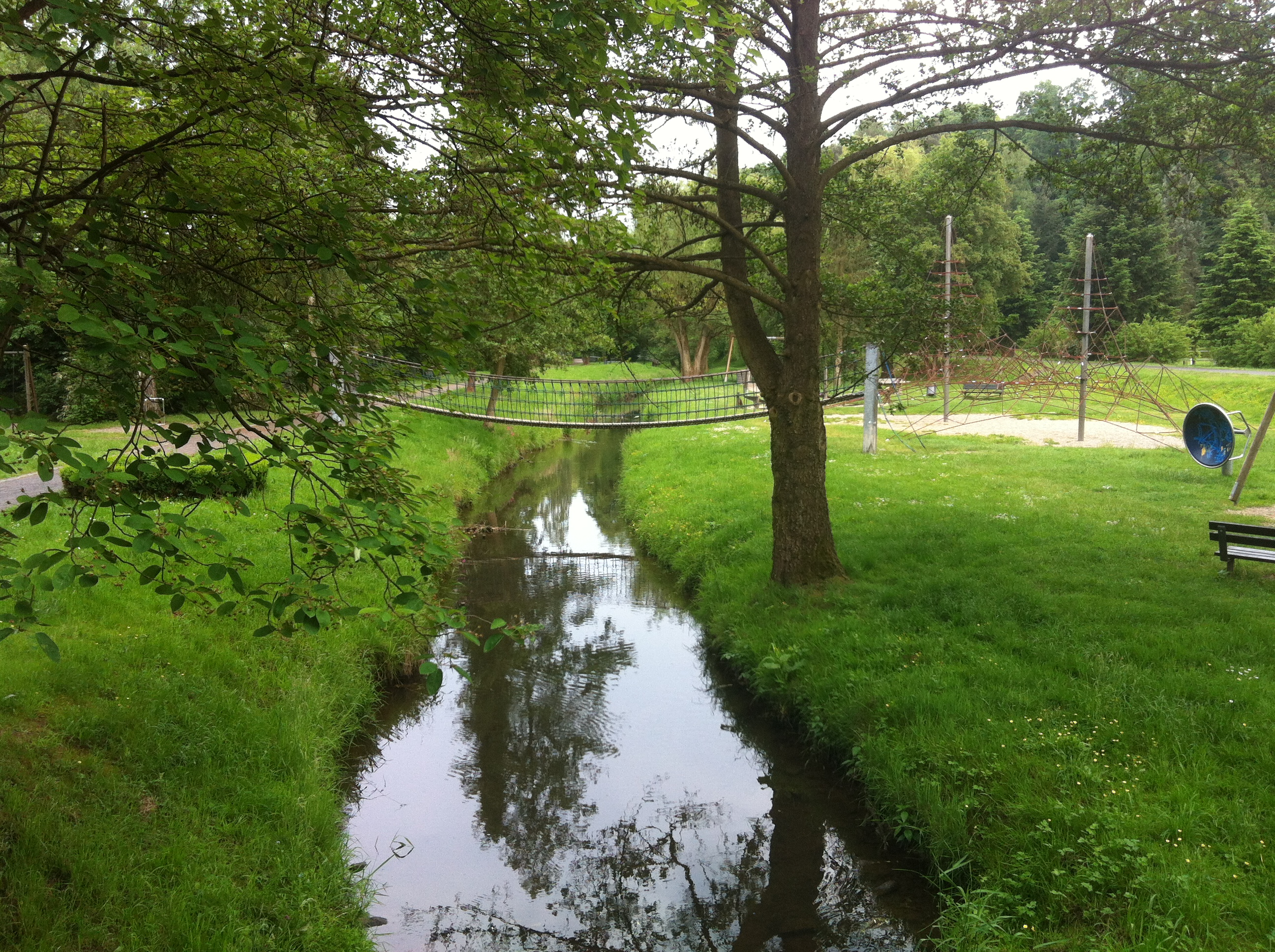
格倫夫河

格倫夫河（德語：Grenff），是德國的河流，位於該國中部，由黑森州負責管轄，屬於施瓦爾姆河的右支流，處於施瓦爾姆-埃德爾縣，河道全長21.9公里，流域面積86.4平方公里。